# Консерваторія Сан-Франциско
Консерваторія Сан-Франциско (англ. San Francisco Conservatory of Music) — консерваторія, розташована в Сан-Франциско.
Заснована 1917 року як фортепіанна школа Ади Клемент, в 1923 році одержала назву консерваторії. Значний підйом професійний репутації консерваторії пов'язаний з роботою в ній в 1924-1930 рр. видатного композитора Ернеста Блоха — у цей період у консерваторію, зокрема, був прийнятий один з найзнаменитіших її студентів, Айзек Стерн.
Консерваторія Сан-Франциско першим з вищих музичних навчальних закладів США ввела в навчальну програму курси етномузикології та азійської музики, а також першою почала випускати виконавців, що спеціалізуються на класичній гітарі.

## Посилання

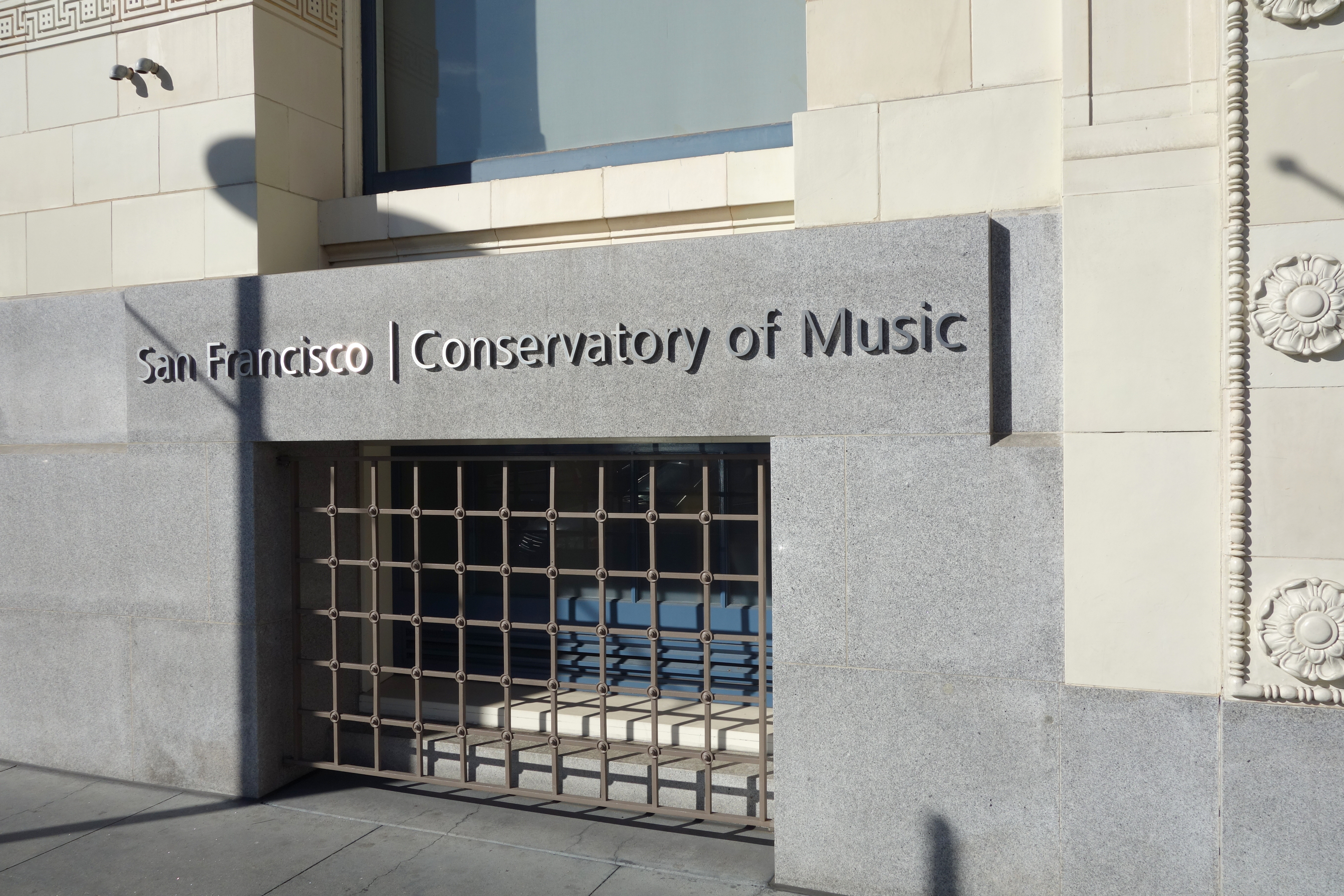
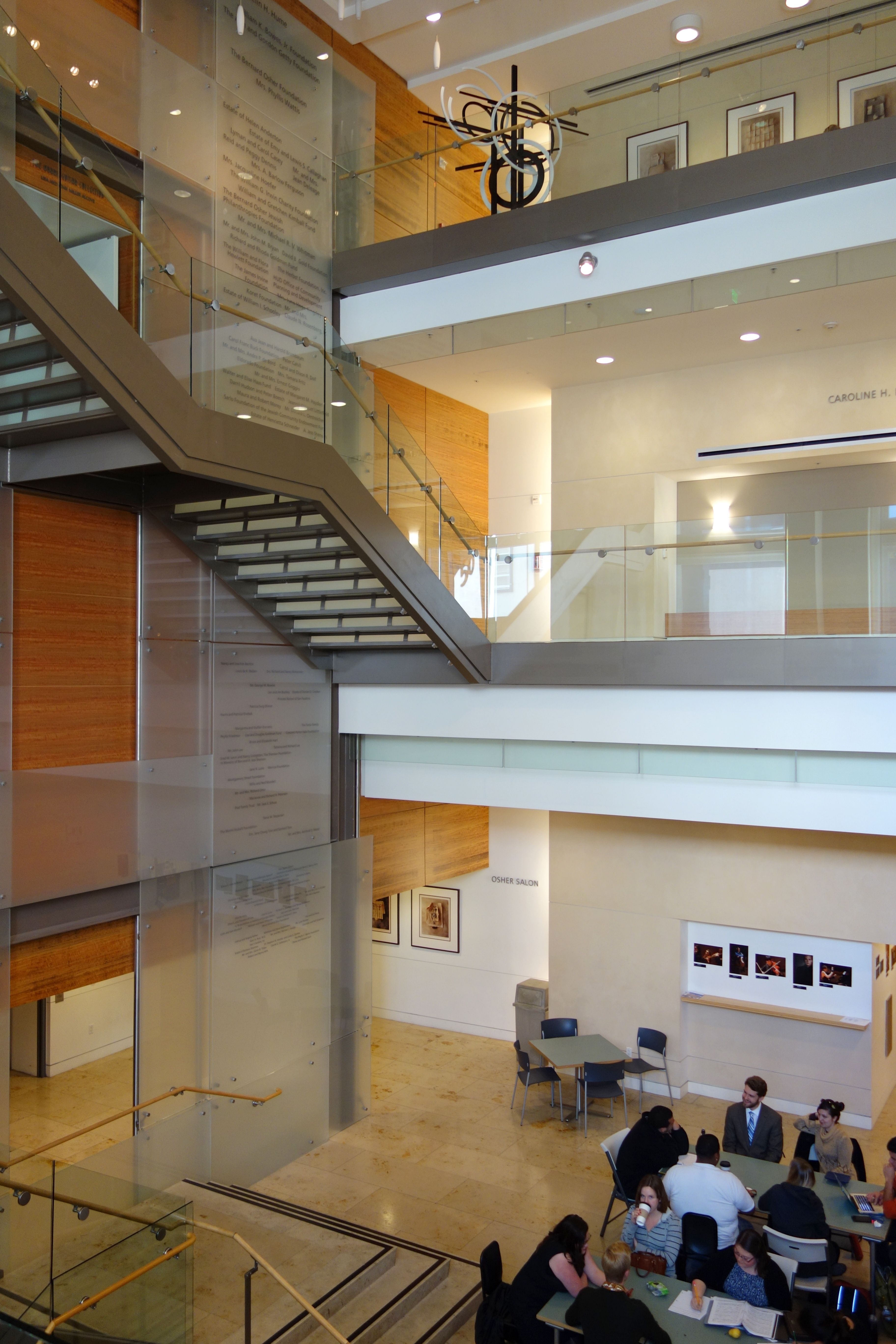
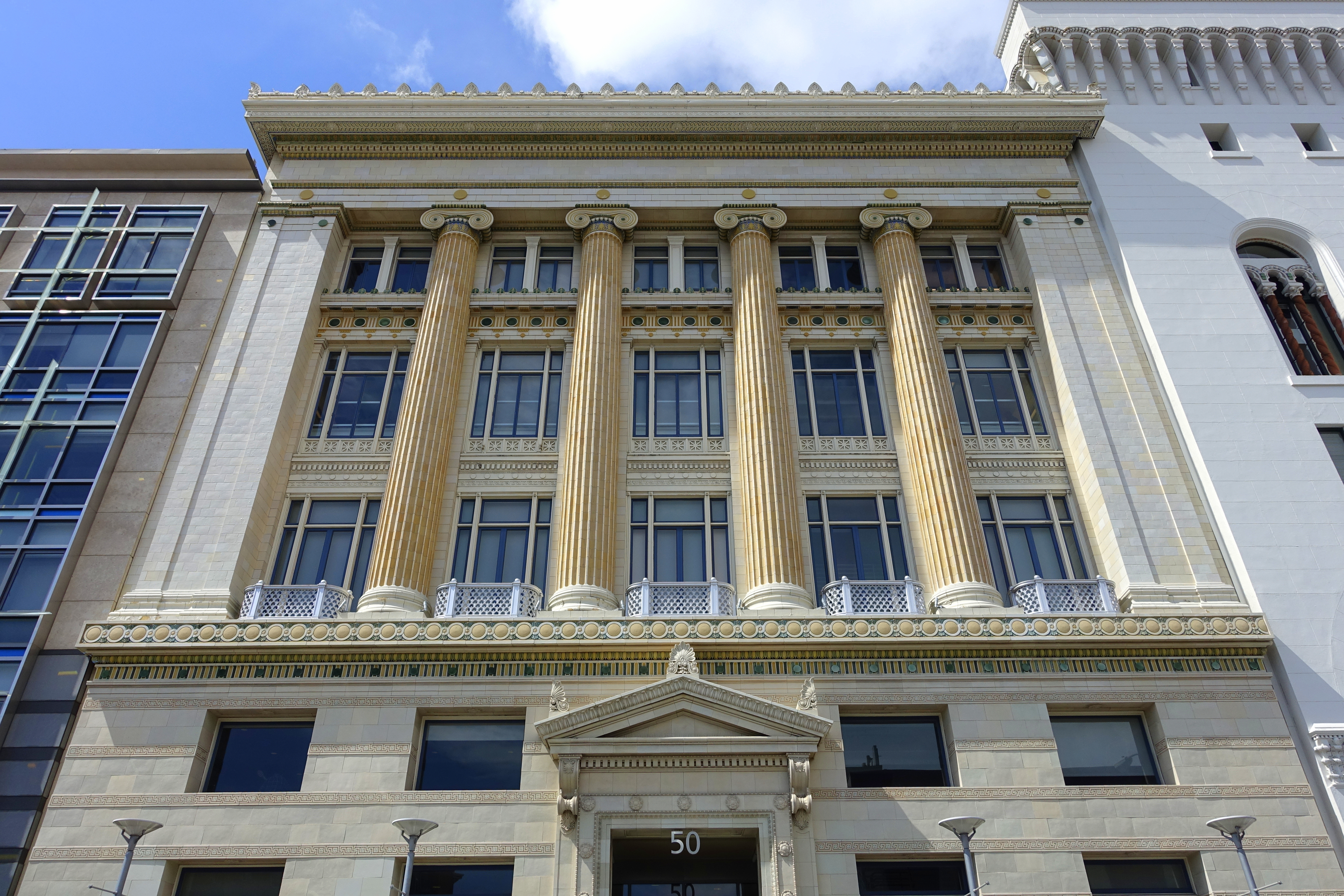